# Comté de Sioux (Nebraska)
Pour les articles homonymes, voir Comté de Sioux.
Le comté de Sioux est un comté de l'État du Nebraska, aux États-Unis. Son siège est la ville de Harrison.
Au recensement des États-Unis de 2020, la population était de 1 135 habitants.

## Géographie
La rivière Niobrara coule vers le sud-est et l’est à travers la partie centrale supérieure du comté. Le terrain du comté est constitué de collines basses et arides, en pente vers l’est et le sud-est. Le terrain est peu utilisé pour l’agriculture, avec une certaine irrigation à pivot central. 

### Géolocalisation
| Comté de Niobrara (Wyoming) | Comté de Fall River (Dakota du Sud) | Comté de Dawes     |
|                             | Comté de Comté de Sioux             |                    |
| Comté de Goshen (Wyoming)   | Comté de Scotts Bluff               | Comté de Box Butte |